# Михайло-Архангельский собор (Сердобск)
Михайло-Архангельский собор — православный храм в городе Сердобске Пензенской области, кафедральный собор Сердобской епархии Русской Православной Церкви.

## История
В XX столетии город расширил свои границы, и его население увеличилось (к 1897 году — 12 452 жителя). Этому способствовало и то, что в 1894 году через Сердобск проложили железную дорогу. Соборная церковь уже не могла вместить всех прихожан. Видимо, поэтому и потребовалось строить новый храм. Саратовская епархия вместе с земской и городской управами решили, что он должен иметь лучшую архитектуру. С этой целью был создан строительный церковный комитет, возглавляемый председателем К. В. Кузьминым. В состав этого комитета входили: протоиерей А. А. Соловьёв, священник Виноградов, дьяконы Протасов, Усков, Р. А. и И. Я. Кузнецовы, Архитектором был приглашён Алексей Маркович Салько, построивший в Саратове много частных и административных зданий улучшенной архитектуры. Им был построен также грандиозный собор в честь святого равноапостольного князя Владимира. Проект этого собора послужил впоследствии основой для строительства Михайло-Архангельского собора в Сердобске.

### Архитектор Алексей Салько
Алексей Маркович Салько родился в 1838 году в Полтаве в семье прокурора. Окончил в 1862 году полный курс строительного училища (потом стало называться Институт гражданских инженеров) с званием архитекторского помощника. Тогда же был назначен в Саратовскую строительную и дорожную комиссию при губернском правлении. Через 4 года после защиты диссертации выведен в звание инженер — архитектора и назначен производителем работ комиссии. 20 сентября 1870 года назначен Саратовским городским архитектором, коим и проработал 44 года до выхода на пенсию в 1914 году.
С 1875 по 1914 год каждое четырёхлетие избирался гласным Саратовской городской думы. Награждён четырьмя орденами. Написал 4 сочинения по строительству и одно философское. Сведения о нём ещё при его жизни попали в Большую энциклопедию библиографического института в Вене (Австрия). Умер в 1918 году.
По мере надобности Салько приезжал на строительство и давал необходимые указания. Заключив договоры с поставщиками, уже в конце 1894 года на строительство стали поступать необходимые материалы. Местные заводчики: О. Лунёв, И. Ангалычев, Я. Песков, В. Усков, А. Нестеров поставляли кирпич отличного качества. Лишний кирпич церковный комитет продавал на строительство элеватора.
По железной дороге через Саратов поступал крупный камень из Липецка от известного в России заводчика М. Расторгуева. Московские промышленники поставляли цемент — портланд в бочках, известь в мешках и тёсаный камень. Весной 1895 года началось рытьё котлована под здание. Но вдруг на некоторой глубине были обнаружены человеческие кости, вероятно, происходящие из могил священнослужителей старого храма. Об этом доложили уездному исправнику, который донёс благочинному городских церквей, и тот поставил в известность епископа Саратовского Николая.

### Строительство храма
Обнаруженные при рытье фундамента кости и черепа находились в дубовых колодах. В некоторых из них лежали большие женские косы, которые на воздухе рассыпались. Гробы — колоды были выдолблены из дуба, по фигуре покойников, с очертаниями для головы, плеч, туловища. Найденных гробов было много, но, вероятно, ещё больше их оставалось под землёй, где они не были задеты работой по рытью котлована. Немалое количество гробов объясняется тем, что церковь Михаила Архангела исстари была приходской. В прежние времена под кладбища особых мест не отводили, а покойников хоронили около церквей. Такие кладбища носили название погостов.
Присутствующий при раскопках полицейский надзиратель города Сердобска Павел Иванович Разов обратил внимание на то, что в некоторых могилах было по нескольку гробов. Причём, встречались и наслоения гробов друг на друга. Некоторые из них, несмотря на песчаный грунт, совершенно сгнили и развалились. Среди костей находили шейные медные и деревянные кресты. Причём, медные были узорчатые, то есть — старообрядческие. Несмотря на то, что нельзя было с полной точностью сказать, было ли кладбище исключительно христианское или — частично — иноверческое (так как не во всех гробах были найдены кресты), Преосвященный Николай в 1895 году распорядился захоронить эти останки за городом на православном кладбище.
По окончании земельных работ на стройку приехал А. М. Салько и дал указание на укладку бутового камня, а приглашённый по этому поводу епископ Николай отслужил молебен. Бутовая кладка под фундамент была закончена 30 июня 1895 года. Все члены церковного комитета извещались, что в этот день в 2 часа начнут класть кирпич. По этому случаю был отслужен молебен. Салько обещал прислать из Саратова своих наблюдателей. Строительство шло успешно, никто не чинил этому препятствий. В течение 10 лет оно было окончено. Известно имя лишь одного строителя собора — Николая Ивановича Грачёва (1884 −1949).
Вероятнее всего, это был авторитетный мастер, принимавший участие и в строительстве женской гимназии (ныне школа-лицей № 2).
Храм получился громадный, высотой до крестов более 50 метров. Старожилы рассказывали, что вокруг стен строящегося храма спирально вилась деревянная дорога, а по ней на подводах подвозили строительные материалы. За 10 лет на стройке случился только один несчастный случай. 29 апреля 1909 года. При росписи икон купола с подмостков четырёх саженной высоты на каменный пол упал крестьянин Пригородной слободы Андрей Павлович Першин, в возрасте 20 лет. Смерть наступила мгновенно.
По плану строительства нового собора у входных дверей должны быть три портика, один из которых построен с западной стороны в 1907 году. В 1909 году Московские художники закончили роспись внутренних стен орнаментом и картинами. Купцы не поскупились на отделку храма: здесь было художественное литьё, резное дерево и золочёные купола. На внутренней стене храма, на хорах, есть интересный текст, выполненный большими буквами старого славянского алфавита. Он следующего содержания: «Во имя Отца и Сына и Святаго Духа, основан храм сей в честь и память св. Архистратига Михаила в Богохранимой Державе Российской, при святейшем правительствующем Синоде и при святительстве преосвященнейшего Николая, епископа Саратовского, коим положено и самое основание 1895 года, мая 28 дня. Преосвященнейшим Гермогеном, епископом Саратовским и Царицынским, освящён в 1905 году, 2 апреля главный престол во имя святого Архистратига Михаила и левый придельный храм во имя святителя и чудотворца Николая в 1908 году 18 сентября, а правый придельный храм во имя Казанской иконы местным благочинным в 1905 году 4 октября.
Внутренние стены соборного храма расписаны картинами и украшены орнаментами в 1909 году, московскими художниками мастерской „Наследников П. П. Пашкова“ при настоятеле собора протоиерее А. К. Образцове; иереях: К. Д. Леонидове и заступившим на его место С. И. Смирновском; Н. Е. Преображенском, А. П. Золотарёве; церковном старосте В. П. Попове; членах комитета по росписании храма Городском голове К. К. Корнееве, С. И. Аптопове. Постройка храма вначале производилась Строительным комитетом под председательством К. В. Кузьмина и протоиерея А. А. Соловьёва, городским головою А. А. Миролюбовым, Р. А. Кузнецовым».
Освящение собора осуществил епископ Саратовский и Царицынский Гермоген, который в настоящее время причислен к лику святых как священномученик.
В строительстве собора участвовал церковный староста, купец второй гильдии Василий Петрович Попов. Занимая должность церковного ктитора, с 1899 года он увеличил состояние церковного дохода к 1901 году до 3 340 руб. в год. Его собственные пожертвования в пользу строящегося собора составили около 5 тысяч руб. Благочинный сердобских городских церквей протоиерей Александр Образцов предоставил 8 сентября 1906 года рескрипт в Саратовскую Духовную Консисторию. В этом документе Образцов рассказывая о заслугах В. П. Попова, «по духовному ведомству», ходатайствовал перед начальством о награждении церковного старосты золотой медалью на Станиславской ленте. Саратовская Духовная Консистория провела тщательное расследование по поводу достоинства награды В. П. Попова. Убедившись в его заслугах, указом от 10 января 1909 года староста Михаиле ~ Архангельского собора был награждён серебряной медалью на Станиславской ленте с надписью «За усердие».
«Клировые ведомости» приводят следующее описание внешнего вида Михаиле — Архангельского собора: «Крыт железом (главный купол — белым железом, остальные-обычным). По его углам--4 „купола-башни“;
две западных — под колокола, а восточные — без всякого назначения. На нижнем этаже — духовые печи. Собор может вместить около 3000 человек. Деревянная ограда построена в 1907 году».
По описанию, составленному в 1988 году архитектурной комиссией, собор монументальный, кирпичный, двухэтажный, пятиглавый, объём в центре композиции доминирует в застройке города. Над средокрестием здания крестово — купольного типа возвышается мощный световой барабан с луковичной главой. Углы закрестья организованы в самостоятельные восьмигранные столпы; завершённые шатрами. Центральный двусветный объём расчленён широким карнизом на два яруса. Окна первого яруса с лучковой перемычкой, второго — полуциркульные, барабан глав с двойной аркой и гирькой. Навершия их наличников выполнены в виде кокошников, поддерживаемых только профилированными капителями колонок. Кокошники декорированы, так же главы. Широко применён поребрик пояса сухариков и щипцов. Угловые лопатки в первом ярусе рустованы. Ветки креста из толпы закрестья перекрыты сомкнутыми сводами закрестья. Интерьер расписан. В архитектуре собора использованы приёмы композиции и убранства древнерусского зодчества, отдельные его формы стилизуются.
Собор Михаила Архангела расположен на центральной площади города, рядом с ним стояла старая, построенная ещё в 1796 году, соборная церковь, которая к моменту постройки нового собора находилась в очень ветхом состоянии. С трёх сторон она была обнесена оградой, а четвёртая примыкала к новому собору. В старой соборной церкви престолы были такие же. Старый иконостас главного престола был перенесён в новый собор. Соборная церковь перестала отапливаться, и служба в ней не велась. Колокольню и приделы решено было сломать, что и сделали в 1907 году. Старая соборная церковь простоял в таком виде до 1933 года, когда и была разобрана. В годы «воинствующего атеизма» 3 из 5 церквей города были разрушены. Известно имя последнего соборного священнослужителя. В 1937 году им был Коротаев Дмитрий Александрович, служивший до 1936 года в Пригородной церкви.
Сохранившийся собор Архангела Михаила в 1937 году приспособили под воинский склад, благодаря чему он и сохранился. Ещё одной причиной, которая уберегла собор от взрыва, было то, что под храмом залегает море грунтовых вод. После войны собор возвратили верующим, и за несколько месяцев вывезли из него 86 вагонов воинского имущества. В этом помогали прихожане. В 1946 году его пришлось повторно освящать. Первым священником после открытия собора был отец Иоанн Виноградов.
Воспоминания о соборе в первые послевоенные годы содержатся в повести «Паола» Виктора Александровича Сидоренко — пензенского писателя, публициста, драматурга, художника, члена Союза писателей России, члена Союза художников России, Заслуженного работника культуры РФ, чьи детство и юность прошли в Сердобске. Он вспоминает, как его крестили:

«.. .Мать с тётей Маней из Мазановки привели его в храм, в центре которого стояла раскалённая докрасна печка — „буржуйка“, похожая на пузатую железную бочку. Вереница воткнутых друг в друга ржавых цилиндрических труб тянулась от печи через окно в небо.
Седенький священник в подшитых валенках, в старом подряснике поверх солдатской фуфайки водил раздетого до трусов Сашу вокруг медного тазика с водой и говорил нараспев какие — то звучные слова. Саша не запомнил ни одного из них. Он не мог оторваться от крылатых ангелов на стенах храма. У всех у них были прострелены босые ноги, руки, белые крылья, небесные лица. Тот, кто стрелял в них, особо целил в глаза, губы…»
Эти воспоминания дополняет Анна Трифоновна Авдеева (1912 года рождения, ныне покойная), с 10 лет певшая в церковном хоре, долгое время бывшая солисткой и регентом собора: «…В годы войны в помещении собора и вокруг пего было размещено 86 вагонов военного снаряжения. Всё было покрыто брезентом, стояла охрана. Когда собор открыли, в нём был только проход в центре, а кругом, до самых хоров, стояли ящики. Царских врат в соборе не было, их разрушили, стены были ободраны, иконы обезображены, у многих были прострелены глаза… Собор надо было освобождать. Люди работали бесплатно, приходили сами. Один ящик поднимали 4 мужчины и грузили па военные машины… Чтобы хоть что — то заплатить рабочим, ходили по людям с тарелкой. Давали, кто сколько мог, потом деньги делили и платили рабочим…»

### ПротоиерейИоанн Виноградов
Приведём также воспоминания о послевоенном соборе Александры Петровны Ивановой, 1923 г. рождения, певчей и бухгалтера собора: «Собор был открыт в 1946 году в Великий Четверг. Внутренний вид его был потрясающий. Настенная роспись повреждена пулевыми выстрелами — в подавляющем большинстве были выбиты глаза у святых ликов. Крыша главного купола частично была раскрыта, в храме свободно летали птицы.
Первое богослужение провёл протоиерей отец Иоанн Виноградов в сослужении с диаконом Владимиром Султановым, который приехал из Пензы по благословению епископа Михаила. Алтарником прислуживал монах отец Михаил из Сазанского мужского монастыря. На службе было много прихожан — собор полностью заполнили люди, включая и хоры.
Правый хор был большим — человек 20-25, сводным из всех храмов Сердобска. Регентовал Пётр Дмитриевич Щетинин. Не уступал правому хору и левый, которым руководила псаломщица инокиня Мария Кузминична Старостина.
Первый ремонт собора — ремонт крыши. А поздней весной было непонятное явление. С купола и стен полились токи воды, которую едва успевали вытирать с пола работники храма. И собор омылся!
Иконостас делали мастера из Пензы, а роспись — монахиня Вероника, тоже из Пензы (не знаю — полностью она расписывала или кто — то ей помогал). Расходы по росписи частично покрывались личными сбережениями клириков. Иконы Божией Матери и Спасителя заказывали настоятель отец Иоанн Виноградов и второй священник отец Дмитрий Баженов, икону благоверного князя Владимира вкупе с великомученицей Екатериной — диакон Владимир Султанов, две иконы нижнего яруса иконостаса- псаломщицы инокини Мария и Параскева, а роспись Царских врат — паше многочисленное семейство.
С наступлением тепла стало массовое крещение. Крестили прямо в соборе по 40 — 50 человек, а в сёла выезжали сами священники и совершали обряд крещения в одном из домов сельчан».
Итак, в соборе кое-что восстановили, но далеко не всё. Купола покрыли простым железом, колокола бесследно исчезли. Ещё при постройке храма на колокольне был установлен колокол весом в 516 пудов, подаренный местным купцом Прокопием Никаноровичем Муруговым. Во время погрома церквей колокол был сброшен с колокольни. Размеры его оказались столь велики, что пришлось выламывать часть стены. При реставрации колокольню восстановили, но шов от пролома виден до сих пор.
Только в декабре 1993 года в храме зазвонили новые колокола. 8 колоколов весом от 4 до 640 кг отлиты из бронзы и сплавов по специальному заказу в Москве. В 1990 году группа московских художников завершила работу по реставрации внутренних росписей собора.

### Архимандрит Модест (Кожевников)
Колоссальные работы по благоустройству храма были осуществлены при настоятельстве архимандрита Модеста. Архимандрит Модест, в схиме Михаил (Кожевников Михаил Фёдорович) родился 25 августа 1930 года в городе Сосновец (Польша) в семье служащих. В 1958 году окончил 10 классов вечерней школы, а в 1960 году 2-годичное железнодорожное училище. С 1958 по 1962 годы нёс послушание в братии Успенской Почаевской Лавры, где в 1960 году был пострижен в монашество.
С 1962 по 1965 годы учился в Одесской Духовной Семинарии. 28 сентября 1962 года епископом Онисифором рукоположен в сан иеродиакона. Когда будущий архимандрит учился па четвёртом курсе, он познакомился с одним из первокурсников, который впоследствии стал Архиепископом Пензенским и Кузнецким Филаретом.
С 1965 по 1969 год — учился в Московской Духовной Академии. Здесь 31 октября 1966 года преосвященным Иосафом, епископом Пермским и Соликамским рукоположен в сан иеромонаха. В 1969 году защитил кандидатскую диссертацию на тему:
«Митрополит Арсений (Стадницкий) и его проповедническое наследие», за которую получил степень кандидата Богословия. С1969 по 1971 год нес пастырское служение в Ивановской епархии, с 1971 года служил в Пензенской епархии.
Почти 20 лет он нёс послушание настоятеля собора (ни один из священнослужителей так долго не исполнял эту должность). Многие и теперешние прихожане помнят его как самого доброго, заботливого отца, прекрасного проповедника и ревностного служителя. За время настоятельства отец Модест удостоился многих наград: в 1973 году возведён в сан игумена, в 1978 году награждён палицей, в 1982 году — Крестом с украшением, в 1986 году возведён в сан архимандрита, в 1990 году награждён орденом князя Владимира III степени.
С 1991 года нёс послушания в Мордовской епархии, митрополит которой, владыка Варсонофий — духовное чадо отца Модеста. Здесь в январе 1997 года он принял схиму с именем Михаил (в честь Архистратига Михаила), а 2 февраля скончался.
Погребение батюшки было совершено по его завещанию на Сердобском городском кладбище в семейном склепе, где захоронен его отец. В разных епархиях Русской Православной Церкви несут послушание почти 50 священников, которых наставил и духовно окормил отец Модест. В последнее десятилетие в соборе велись реставрационные работы: установлен новый иконостас, киоты. При храме действует воскресная школа.

## Настоящее время
Священнослужители принимают участие в общегородских мероприятиях культурно-воспитательного характера. 26 июля 2012 года решением Священного Синода Русской Православной Церкви самостоятельная Сердобская епархия была выделена из состава Пензенской с включением в состав новообразованной Пензенской митрополии. Правящим архиереем Сердобской и Спасской епархии является епископ Митрофан, он также является настоятелем собора. Здесь находится архиерейская кафедра епископа Сердобского и Спасского.